# Astrangia howardi
Ne doit pas être confondu avec astrantia howard.
Espèce
Statut CITES
Astrangia howardi  est une espèce de coraux appartenant à la famille des Rhizangiidae.